# St. Helena (Carolina do Norte)
St. Helena é uma vila localizada no estado americano de Carolina do Norte, no Condado de Pender.

## Demografia
Segundo o censo americano de 2000, a sua população era de 395 habitantes.

## Geografia
De acordo com o United States Census Bureau tem uma área de 14,6 km², dos quais 14,6 km² cobertos por terra e 0,0 km² cobertos por água.

## Localidades na vizinhança
O diagrama seguinte representa as localidades num raio de 28 km ao redor de St. Helena.